# Via Sforza
Via Sforza är en gata i Rione Monti i Rom, vilken löper från Via Cavour till Via dei Quattro Cantoni. 
Gatan är uppkallad efter den italienska adelsätten Sforza som här hade sin Villa Sforza, vilken senare byggdes om till klostret San Filippo Neri, Monastero delle Religiose Filippine. Byggnaden hyser numera Agenzia delle accise, dogane e monopoli (ADM).

## Beskrivning
Vid Via Sforza är den dekonsekrerade kyrkobyggnaden Santa Maria Annunziata delle Turchine belägen. Adelsdamen Camilla Orsini (1603–1685) grundade år 1676 den romerska grenen av Den Allraheligaste Bebådelsens orden. Nunnorna, som följde augustinregeln, kom att kallas Turchine (av italienskans turchese, ’turkos’) efter den turkosfärgade ordensdräkten. Kyrkan och klostret uppfördes år 1676 efter ritningar av arkitekterna Carlo Rainaldi och Marco Antonio Pioselli.
Nunneklostret exproprierades av den italienska staten år 1873 och kyrkan blev en del av ett militärskrädderi. För närvarande tillhör kyrkan de italienska fallskärmsjägarnas riksorganisation. Orden residerar numera i ett kloster vid kyrkan Santa Maria Annunziata delle Monache Celesti vid Via Portuense i sydvästra Rom.
Vid gatan finns även kyrkan San Filippo Neri all'Esquilino, konsekrerad år 1842 för Den helige Filippo Neris Oblatsystrar, kallade Filippine. Klosterbyggnaden exproprierades av den italienska staten år 1873 och övertogs av Roms kommun. Längan vid Via Sforza nyttjades av italienska armén, men kyrkan San Filippo Neri undgick dekonsekrering.
I närheten av Via Sforza ska Servius Tullius ha haft sin bostad.

## Omgivningar
Kyrkobyggnader och kapell
- Santa Maria Maggiore
- Cappella di San Pietro Claver i Istituto Suore Missionarie di San Pietro Claver

Gator och gränder
- Via dei Quattro Cantoni
- Via Paolina
- Via dell'Olmata

## Bilder
| - Via Sforza. - San Filippo Neri all'Esquilino. - Santa Maria Maggiore. - Fontanella Paolina vid Via Paolina. |